# Antonio Olaguer Feliú
Antonio Olaguer Feliú y Heredia López y Domec o bien Antonio Olaguer y Feliú (Villafranca del Bierzo, 14 de octubre de 1742 - Madrid, 19 de mayo de 1813) era un militar, funcionario y gobernante español que ejerció como gobernador subordinado de Montevideo desde 1790 hasta que fuera designado en el cargo de sexto virrey del Río de la Plata desde 1797 hasta 1799.

## Biografía
Antonio Olaguer y Feliú había nacido el 14 de octubre de 1742 en la localidad de Villafranca del Bierzo del reino de León que formaba parte de la Corona de España, siendo hijo de Tomás Olaguer Feliú, natural de Ceuta, y de María Josefa Heredia Domec, nacida en Jaca.
Ingresó en el ejército como cadete el 1 de noviembre de 1755, fue promovido a subteniente el 10 de septiembre de 1760 y pasó al 2.º Batallón del Regimiento de Granada. Sirvió en Cuba, en 1763 y en  Puerto Rico, en 1765 bajo el mando de Alejandro O'Reilly.
Tras permanecer cuatro años comisionado en la Secretaría de la Inspección General de Infantería, atendiendo los asuntos relativos a los cuerpos veteranos de infantería, caballería, dragones y artillería de ambas Américas, en 1774 fue nombrado sargento Mayor del Regimiento de Infantería de Guadalajara. Luego participó bajo las órdenes del general Alejandro O'Reilly en la fracasada expedición contra Argel de 1775.
Fue enviado a Buenos Aires durante la gobernación de Pedro de Cevallos como especialista militar y participó con el grado de teniente coronel y al mando del 2.º Batallón del Regimiento Saboya del sitio y de la toma a los portugueses de la isla de Santa Catalina y posteriormente de Colonia del Sacramento en 1777.
En febrero de 1783 fue ascendido al grado de Brigadier y nombrado inspector general de las Tropas del Virreinato del Río de la Plata y cabo subalterno del Virrey.
El 2 de junio de 1788, en una ceremonia presidida por el Obispo de Buenos Aires, Antonio Olaguer Feliú  contrajo matrimonio con doña Ana de Azcuénaga, hija de Vicente de Azcuénaga, natural de Durango, Vizcaya y de la porteña doña María Rosa Benedicta Basavilbaso y Urtubia, hija de Domingo de Basavilbaso.
Ocupó el cargo de gobernador de Montevideo entre el 2 de agosto de 1790 y el 11 de febrero de 1797, ocupándose de las complicadas relaciones entre los comerciantes, de combatir el contrabando, de los estragos que causó la viruela en Montevideo y de los efectos de las continuas guerras contra Francia y luego contra Inglaterra, lo que produjo el cierre del puerto. Por disposición del virrey, procedió a organizar el Cuerpo de Blandengues de Montevideo, entre cuyos integrantes estaría José Artigas.

Las divisiones internas del Virreinato del Río de la Plata, con la superintendencia de Buenos Aires y el gobierno subordinado de Montevideo en 1783.

En 1792 por real decreto ascendió al grado de Mariscal de Campo.
Posteriormente fue designado virrey del Río de la Plata el 2 de mayo de 1797, cargo que ocupó hasta el 14 de marzo de 1799. Por su gran afición al teatro la población lo llamaba "el Virrey de los entretelones".
Durante su mandato tuvo que enfrentarse a las amenazas de las fuerzas británicas y portuguesas en la región del Plata y el incipiente clima revolucionario inspirado en la Revolución francesa.
En el ámbito económico, autorizó la entrada de buques extranjeros y neutrales al puerto de Buenos Aires para estimular las actividades comerciales del virreinato que estaban comenzando a sufrir los efectos negativos de las tensiones crecientes entre las potencias europeas.
El 18 de febrero de 1799, un bando de Antonio Olaguer Feliú, publicó la real orden del 19 de julio de 1798, comunicando la creación oficial del Protomedicato de Buenos Aires.
Fue nombrado Caballero de la Real Orden Española de Carlos III por decreto del 15 de noviembre de 1798.
De regreso a España, en 1804 fue nombrado comandante general del Ejército en la provincia de Guipúzcoa y, en julio de 1807, inspector general de los Regimientos de Infantería de Línea.
El 25 de noviembre de 1807 fue nombrado secretario de Estado y del Despacho de Guerra por Carlos IV y, además, ascendido al grado de teniente general. Durante su mandato tuvo que lidiar con la presencia de las tropas francesas de Napoleón en España y las intrigas palaciegas, las cuales derivaron en el Motin de Aranjuez y la caída de Carlos IV.

## Escudo de Armas

Escudo del virrey Antonio Olaguer Feliú.

Escudo partido: 1.º cuartelado: I y IV, en campo de plata un monte de su color natural; II y III, en campo de gules, un roel ovalado de plata, orlado de ocho estrellas de plata, y 2.º, en campo de gules, cinco castillos de plata puestos en sotuer.
El escudo se encuentra adornado con seis banderas y dos estandartes propios del rango de mariscal de campo que ostentaba y demás ornamentos (cañones, lanzas, alabarda, espada, etc) característico de su profesión de armas.
En la parte superior porta un yelmo y el todo se encuentra timbrado con una corona de Mariscal de Campo.

Escudo de Antonio Olaguer Feliú, que utilizó como Secretario de Estado y del Despacho de Guerra.